# Porsche-Diesel Super N 308

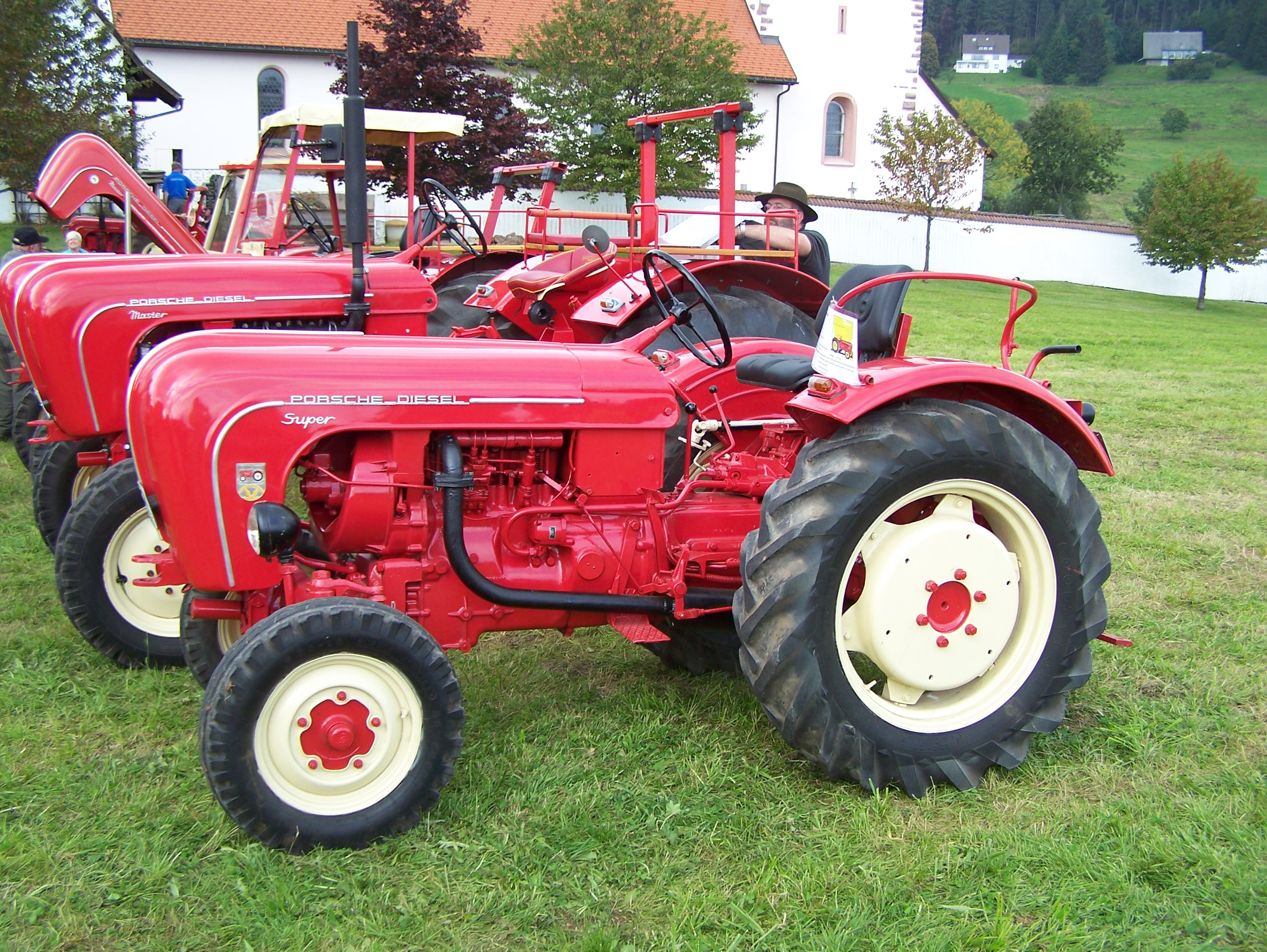
Porsche-Diesel Super N 308

Le Porsche-Diesel Super N 308 est un tracteur fabriqué par Porsche-Diesel Motorenbau GmbH, basé à Friedrichshafen sur le lac de Constance et qui a produit ce modèle de tracteur de 1957 à 1960. Le Porsche-Diesel Super N 308 était le successeur du Porsche P 133.
Un moteur Diesel vertical à trois cylindres et quatre temps refroidi par air avec système de chambre de turbulence et lubrification par circulation sous pression assurait la propulsion du Porsche-Diesel Super N 308. Le moteur de 28 kW utilise le procédé de combustion Optima de Porsche et dispose d’un arbre à cames en tête entraîné par engrenage droit et des soupapes en tête. Le vilebrequin possède quatre paliers. La vitesse maximale est de 29,9 km/h. De plus, le moteur était équipé d’un ventilateur de refroidissement radial avec contrôle du thermostat et d’un système d’injection de Bosch. La transmission ZF ou Getrag du Porsche-Diesel Super N 308 était équipée de cinq vitesses avant et d’une marche arrière. Un jeux de pneus peut également être commandé en option. De plus, le tracteur était équipé d’une prise de force proportionnelle à la vitesse proportionnelle selon DIN 9611 Form A et d’une autre prise de force arrière à engrenages. De plus, le tracteur Porsche était équipé d’une prise de force avant commutable séparément, qui pouvait également être utilisé pour une ensileuse.
Le Porsche-Diesel Super N 308 était proposée dans différentes variantes. En ajustant les essieux traversants intelligents, deux empattements différents pouvaient être créés sur le Super N 308, avec une largeur de voie pouvant aller de 1 250 à 1 650 mm à l’avant et de 1 285 à 1 880 mm à l’arrière. L’essieu arrière était doté d’un blocage de différentiel mécanique et il était fabriqué en construction portique avec des jantes réglables. Le frein pour les roues arrière était un frein à tambour actionné au pied, qui pouvait également être actionné individuellement. Indépendamment de cela, il y avait un frein à main verrouillable qui agissait directement sur la transmission.

## Crédit de traduction
- (de) Cet article est partiellement ou en totalité issu de l’article de Wikipédia en allemand intitulé « Porsche-Diesel Super N 308 » (voir la liste des auteurs).